# Uma Noite em Casa de Amália

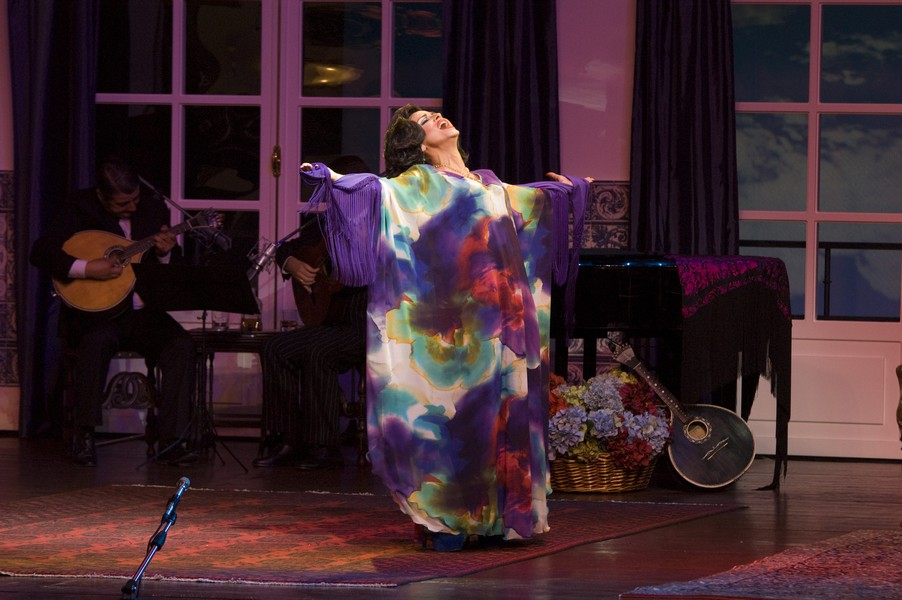
Vanessa em Uma Noite Em Casa de Amália

Uma noite em Casa de Amália é um musical de Filipe La Féria que retrata uma das tertúlias que Amália realizava em sua casa.

## Produção
O musical foi construído a partir de um registo discográfico de noite em que Amália Rodrigues recebe na sua casa de S. Bento o poeta brasileiro Vinicius de Moraes e algumas figuras da cultura portuguesa como Natália Correia, David Mourão Ferreira, Ary dos Santos, Maluda e Alain Oulman.
A peça retrata uma noite de inverno nos alvores do marcelismo e antes do 25 de Abril, aquando de uma das tertúlias que Amália realizava em sua casa onde recebia intelectuais maioritariamente opositores do Estado Novo. A peça põe em confronto a história portuguesa num momento de ruptura e esperança, retratando grandes portugueses que acreditavam e lutavam pelos seus ideais, num reencontro entre as culturas portuguesa e brasileira .
Mais concretamente a tertúlia de música e poesia remete para Dezembro de 1968 quando Vinicius de Moraes parte para Roma onde irá passar o Natal e nessa noite Amália organiza uma pequena festa de despedida.. Nesta festa de despedida, realizada na casa de Amália em S. Bento, as personagens trocam opiniões, poemas, canções e alguns momentos de humor, num serão onde são recordados os melhores fados de Amália Rodrigues e as imortais canções brasileiras que a Diva do Fado interpretou. Nesta Peça Filipe La Féria regressa à encenação com um texto da sua própria autoria, onde confronta pessoas maiores que a vida numa noite em que o fado, o samba, a poesia, o humor, a bossa-nova e o folclore relembram a alegria de estar vivo

## Elenco

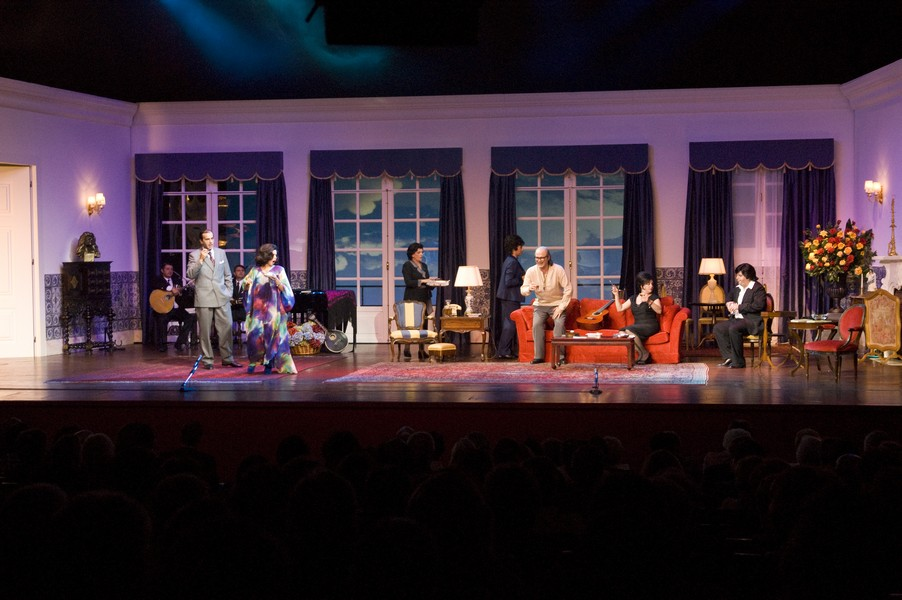
Uma Noite em Casa de Amália.

La Féria reuniu para esta peça uma equipa de actores e cantores de grande impacto junto do grande público, que nos convidam a viajar por uma noite de inverno de um Portugal nos alvores do marcelismo e a escassos anos antes do 25 de Abril, numa reunião entre as significativas vozes poéticas que a língua portuguesa já conheceu.
Como afirmava Vinicius de Moraes "a vida é a arte do encontro" e neste palco vamos encontrarmo-nos com: Amália Rodrigues, personagem interpretada pela estrela revelação Vanessa; Vinicius de Moraes, interpretado por Marcos de Góis; Paula Fonseca na pele de Natália Correia; Ary dos Santos representado por Ricardo Castro); Nuno Guerreiro interpreta David Mourão Ferreira; Hugo Rendas no papel de Alain Oulman; Cláudia Soares faz de Maluda; E conta ainda com participações de Rui Andrade no papel de militar, Pedro Martinho como técnico de som da Valentim de Carvalho, Hugo Ribeiro, e Rosa Areia como, a empregada e confidente de Amália, Casimira..

## Números musicais
1. Monólogo do Orfeu
2. Orfeu Negro
3. Meu Limão de Amargura
4. Madrugada de Alfama
5. Nome de Rua
6. Maria Lisboa
7. Herança
8. Objecto
9. Aranjuez, mon amour
10. O Dia da Criação
11. Canto de Ossanha
12. Meu Amigo Está Longe
13. Menina dos Olhos Tristes
14. Formiguinha Bossa Nova
15. Gaivota
16. Saudades do Brasil Em Portugal
17. Mãe Preta/ Barco Negro
18. El Lerele
19. Para quê chorar?
20. Medo

## Recepção da crítica
A peça Uma Noite Em Casa de Amália já recebeu convites para ser apresentada no Brasil, sendo que só estreia no Teatro Politeama em finais de Junho de 2012.
A recepção crítica da peça foi positiva, Vanessa encantou todos os presentes na estreia, e segundo a crítica canta extraordinariamente do princípio ao fim, sendo que o público se emocionou várias vezes. Esta peça de Filipe La Féria transporta-nos para um momento onde se exaltam o drama, as gargalhadas e a música, tendo sido considerada, por alguns, uma das suas melhores peças.